# Skört

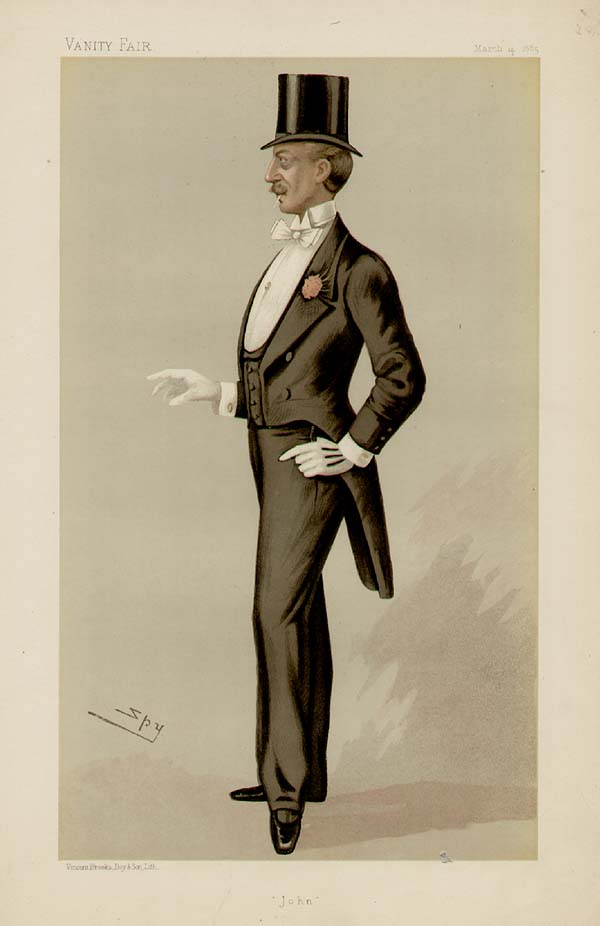
Frackskörtet hänger ned baktill.

Skört (tyska: schorte "förkläde", "kort kjol") är en förlängning av plagg från midjan, vanligen baktill, exempelvis som frackskörtet. Förr kunde ett höftkläde eller en kjol kallas för skört (jämför engelskans skirt).